# توبليرون

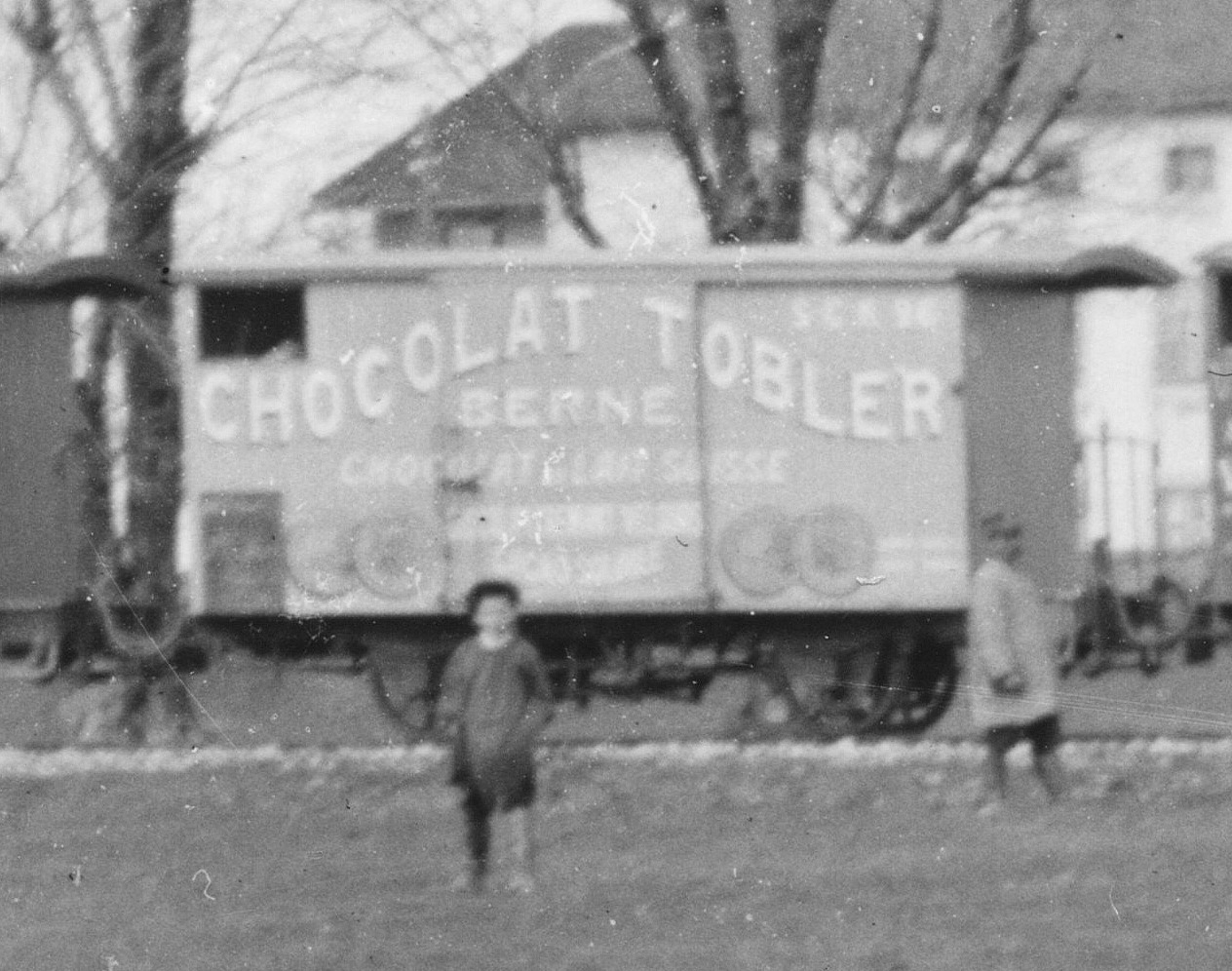
توبليرون (1932).

توبليرون (بالإنجليزية: Toblerone)‏ (بالألمانية: [tobləro:nə]) هو علامة تجارية للوح شوكولاته سويسرية مملوكة لشركة الحلويات الأمريكية موندليز العالمية (مجموعة كرافت فودز سابقاً).

## التاريخ
اختبر تيودور توبلر نوعًا جديدًا من الشوكولاتة واطلق عليها اسم توبليرون وكان ذلك في عام 1908 واعتمد على ابتكار جديد في صناعة الشوكولاتة لينفرد بمنتجه عن أي منتج آخر وهو دمج الحليب مع العسل ونوجة اللوز.
صنعت وصفة الشوكولاتة الجديدة لأول مرة في مدينة برن السويسرية، وكان من ابتكرها هو إميل بومان ابن عم تيودور توبلر. تكون اسم شوكولاتة توبليرون من مزج اسم منتجها تيودور توبلر مع الكلمة الإيطالية تورون التي تشير إلى أحد أنواع حلوى النوغة. استوحى توبلر شكل ألواح الشوكولاتة ذات القمم المثلثة من شكل قمم جبال ماترهورن في سلسلة جبال الألب السويسرية.
سجل توبلر علامة توبليرون التجارية في المعهد الفيدرالي السويسري للملكية الفكرية في برن في عام 1909.
اندمجت شركة توبلر في عام 1970 مع شركة زوشارد صاحبة العلامة التجارية لشوكولاتة ميلكا وكونا معًا شركة إنترفود التي اندمجت في عام 1982 مع شركة جاكوبس للقهوة لتكون معها شركة جاكوبس توبلر زوشارد. ظلت جاكوبس توبلر زوشارد مالكة لعلامة شوكولاتة توبليرون التجارية إلى أن استحوذت شركة كرافت فود الأمريكية التي أصبحت موندليز فيما بعد على معظم العلامات التجارية لشركة جاكوبس زوشارد ومن بينها توبليرون في عام 1990.

## المنتجات
أضافت الشركة أنواعًا أخرى من الشوكولاتة إلى جانب منتجها الأصلي من شوكولاتة الحليب بالعسل ونوغة اللوز، من بين هذه الأنواع:
شوكولاتة توبليرون الداكنة: بدأ إنتاجها في عام 1968.
شوكولاتة توبليرون البيضاء: بدأ إنتاجها في عام 1969.
شوكولاتة توبليرن بالزبيب والجوز: بدأ إنتاجها في عام 2007.
شوكولاتة توبليرن باللوز المقرمش: بدأ إنتاجها في عام 2007.
شوكولاتة توبليرن بجوز الهند: بدأ إنتاجها في عام 2015.

## الأثر الثقافي

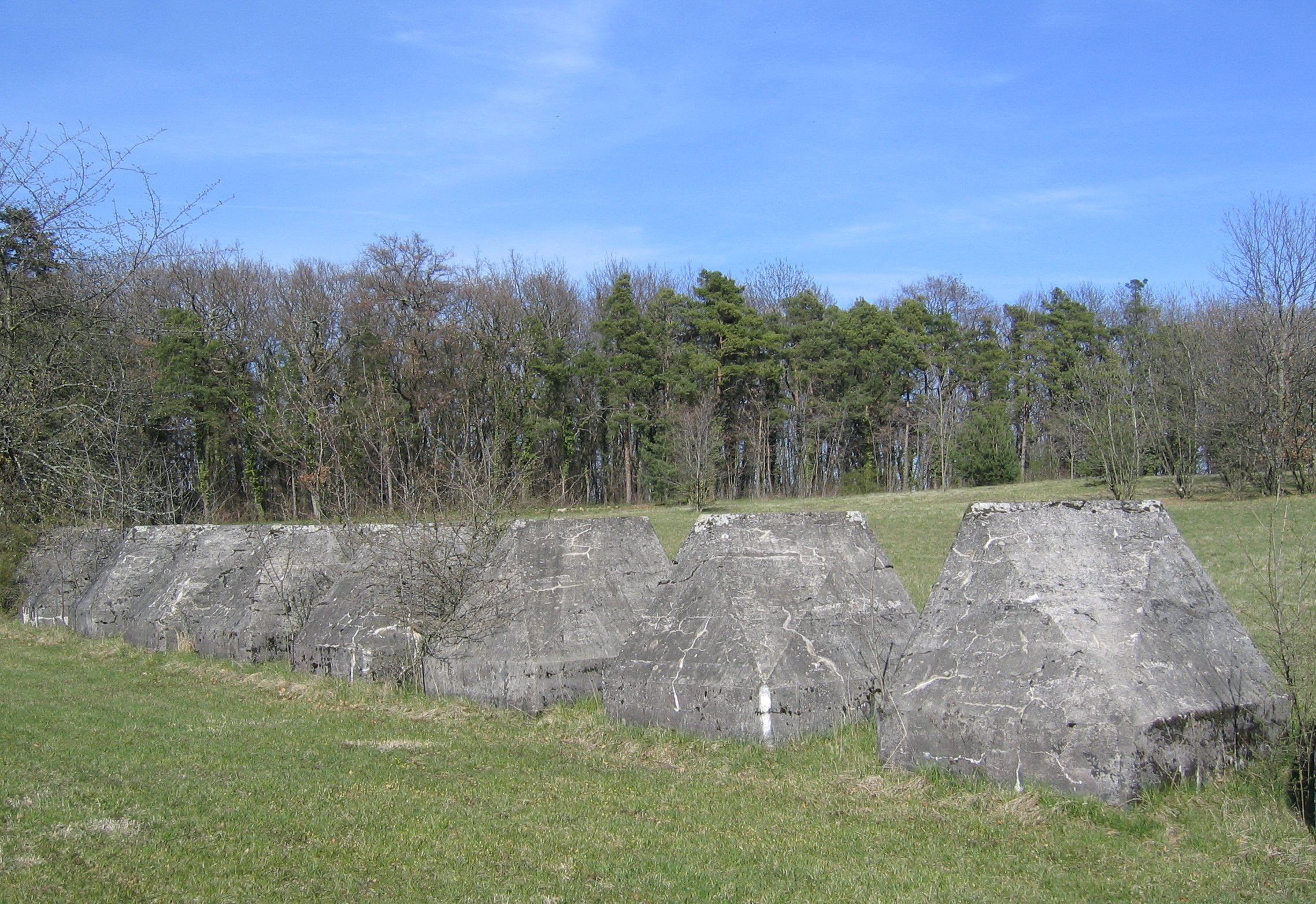
خط توبليرون الدفاعي على الحدود السويسرية

استمد خط توبليرون الدفاعي اسمه من شوكولاتة توبليرون حيث يتكون من سلاسل أسمنتية هرمية الشكل تنتشر على الحدود السويسرية كمضادات للدبابات.
سميت كذلك مساكن طلاب جامعة مانشستر التي بنيت في عام 1975 في شارع أكسفورد باسم توبليرونز حيث أنها صممت لتشبه لوح شوكولاتة توبليرون الشهير.
اشتهرت قضية فساد السياسية السويدية مونا سالين في عام 1995 باسم قضية توبليرون، حيث أساءت استخدام بطاقتها الائتمانية الصادرة عن الحكومة في عمليات شراء لأشياء باهظة الثمن على خلاف القانون، وكان من بين مشترياتها شوكولاتة توبليرون. أجبرت الاتهامات بإساءة استغلال الامتيازات المالية البرلمانية مونا سالين على اعتزال العمل السياسي لبضع سنوات بعد أن كانت مرشحة لمنصب رئيس الوزراء قبل أن تعود لاحقًا في عام 1998.